# 60a Mostra Internacional de Cinema de Venècia
La 60a Mostra Internacional de Cinema de Venècia es va celebrar entre el 27 d'agost i el 6 de setembre de 2003. El festival va obrir amb la pel·lícula de Woody Allen fora de competició Anything Else.

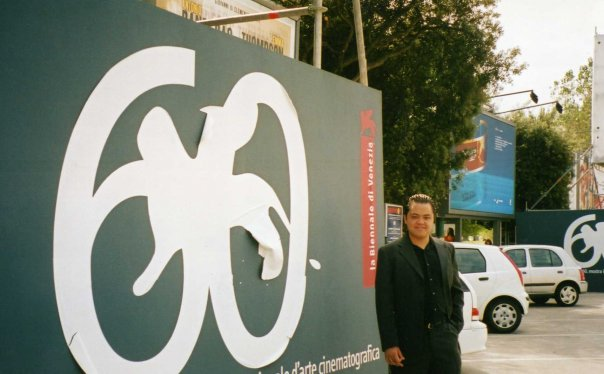

## Jurat
El jurat de la Mostra de 2003 per a pel·lícules i curtmetratges va estar format per:
Principal competició (Venezia 60)
- Mario Monicelli (Itàlia), President
- Stefano Accorsi (Itàlia)
- Michael Ballhaus (Alemanya)
- Ann Hui (Hong Kong, Xina)
- Pierre Jolivet (França)
- Monty Montgomery (EUA)
- Assumpta Serna (Espanya)

Controcorrente

Les següents persones van ser seleccionades per atorgar el Premi San Marco a la millor pel·lícula, el Premi al Director Especial, el Premi Controcorrente al Millor Actor i el Premi a la Millor Actriu:
- Laure Adler, President
- Vito Amoruso
- Samir Farid
- Rene Liu
- Ulrich Tukur

Premi "Luigi De Laurentiis" per la primer pel·lícula

Les següents persones foren seleccionades per entregar el Lleó del Futur.
- Lia van Leer, President
- Jannike Ahlund
- Pierre-Henri Deleau
- Stefan Kitanov
- Peter Scarlet

## Selecció oficial

### En competició
Les següents pel·lícules van competir pel Lleó d'Or.
| Títol original                    | Director(s)                 | País de producció                 |
| --------------------------------- | --------------------------- | --------------------------------- |
| 21 grams                          | Alejandro González Iñárritu | Estats Units                      |
| Alila                             | Amos Gitai                  | Israel/ França                    |
| Code 46                           | Michael Winterbottom        | Regne Unit                        |
| Les sentiments                    | Noémie Lvovsky              | França                            |
| Lian zhi feng jing                | Miu-suet Lai                | Hong Kong                         |
| Baramnan gajok                    | Im Sang-soo                 | Corea del Sud                     |
| Buongiorno, notte                 | Marco Bellocchio            | Itàlia                            |
| Bú sàn                            | Ming-liang Tsai             | Taiwan                            |
| Imagining Argentina               | Christopher Hampton         | Espanya/ Estats Units/ Regne Unit |
| Le cerf-volant / Tayyara men wara | Randa Chahal Sabbagh        | Líban                             |
| Sjaj u očima                      | Srđan Karanović             | Iugoslàvia/ Regne Unit            |
| Il Miracolo                       | Edoardo Winspeare           | Itàlia                            |
| Pornografia                       | Jan Jakub Kolski            | Polònia/ França                   |
| Raja                              | Jacques Doillon             | França/ Marroc                    |
| Vozvrasxenie                      | Andrei Zviàguintsev         | Rússia                            |
| Rosenstrasse                      | Margarethe von Trotta       | Alemanya/ Països Baixos           |
| Segreti di Stato                  | Paolo Benvenuti             | Itàlia                            |
| Um Filme Falado                   | Manoel de Oliveira          | Portugal                          |
| Twentynine Palms                  | Bruno Dumont                | França/ Alemanya/ Estats Units    |
| Zatōichi                          | Takeshi Kitano              | Japó                              |

### Fora de competició
Les següents pel·lícules foren exhibides com a fora de competició:
- Anything Else de Woody Allen
- Coffee and Cigarettes de Jim Jarmusch
- Intolerable Cruelty de Joel Coen
- Le Divorce de James Ivory
- Matchstick Men de Ridley Scott
- Monsieur Ibrahim et le Fleurs du Coran de François Dupeyron
- Once Upon a Time in Mexico de Robert Rodriguez
- The Dreamers de Bernardo Bertolucci ,,
- The Human Stain de Robert Benton

Esdeveniment especial
- The Blues: Feel Like Going Home de Martin Scorsese
- The Blues: Godfathers and Sons de Marc Levin
- The Blues: Red, White and Blues de Mike Figgis )
- The Blues: The Road To Memphis de Richard Pearce

### Competició de curtmetratges
Les següents pel·lícules, que no superaven els 30 minuts, han estat seleccionades per al concurs de curtmetratges:
| En competició           | En competició                     | En competició       |
| Títol                   | Director(s)                       | País de producció   |
| ----------------------- | --------------------------------- | ------------------- |
| El excusado             | Lorenza Manrique                  | Mèxic               |
| From Where I'm Standing | Annalise Patterson                | Nova Zelanda        |
| God's Kitchen           | Paki Smith                        | Irlanda             |
| Hochbetrieb             | Andreas Krein                     | Alemanya            |
| Match                   | Jef Nassenstein                   | Països Baixos       |
| Neft (The Oil)          | Murad Ibragimbeko                 | Rússia/ Azerbaidjan |
| Neon Eyes               | Thomas Gerhold, Markus Wambsganss | Alemanya            |
| Ore 2 Calma Piatta      | Marco Pontecorvo                  | Itàlia              |
| Ritterschlag            | Sven Martin                       | Alemanya            |
| Solitaire               | Thor Bekkavik                     | Noruega             |
| The Trumouse Show       | Julio Robledo                     | Espanya             |
| Zippo                   | Stefano Sollima                   | Itàlia              |

| Foara de competició | Foara de competició | Foara de competició  |
| Títol               | Director(s)         | País de producció    |
| ------------------- | ------------------- | -------------------- |
| Destino             | Dominique Monféry   | França/ Estats Units |
| Le lion volatil     | Agnès Varda         | França               |

### Controcorrente
Una secció de la selecció oficial de llargmetratges que destaquen per la seva "intenció innovadora, originalitat creativa o llenguatges cinematogràfics alternatius".
| Títol                       | Director(s)                   | País de producció                                       |
| --------------------------- | ----------------------------- | ------------------------------------------------------- |
| Antena                      | Kazuyoshi Kumakiri            | Japó                                                    |
| Liberi                      | Gianluca Maria Tavarelli      | Itàlia                                                  |
| Casa de los Babys           | John Sayles                   | Estats Units/ Mèxic                                     |
| La quimera de los heroes    | Daniel Rosenfeld              | Argentina/ França/ Dinamarca                            |
| Abjad                       | Abolfazl Jalili               | Iran/ França/ Itàlia                                    |
| De Fem Benspaend            | Jørgen Leth, Lars Von Trier   | Dinamarca/ Suïssa/ Bèlgica/ França                      |
| Abar Aranye                 | Goutam Ghose                  | Índia                                                   |
| Ruang rak noi nid mahasan   | Pen-ek Ratanaruang            | Tailàndia/ Hong Kong/ Països Baixos/ Japó/ Estats Units |
| Lost in Translation         | Sofia Coppola                 | Estats Units/ Japó                                      |
| Çamur                       | Derviş Zaim                   | Itàlia/ Xipre                                           |
| Une place parmi les vivants | Raoul Ruiz                    | França/ Romania                                         |
| Pitons                      | Laila Pakalnina               | Letònia                                                 |
| Il ritorno di Cagliostro    | Daniele Ciprì, Franco Maresco | Itàlia                                                  |
| Schultze Gets the Blues     | Michael Schorr                | Alemanya                                                |
| Sokoote beine do fekr       | Babak Payami                  | Iran                                                    |
| Le soleil assassiné         | Abdelkrim Bahloul             | França                                                  |
| Chang hup the gi tril nung  | Khyentse Norbu                | Bhutan/ Estats Units                                    |
| Vodka Lemon                 | Hiner Saleem                  | França/ Itàlia/ Suïssa/ Armènia                         |

| Esdeveniment especial              | Esdeveniment especial | Esdeveniment especial | Esdeveniment especial |
| Títol                              | Director(s)           | País de producció     |                       |
| ---------------------------------- | --------------------- | --------------------- | --------------------- |
| The Tulse Luper Suitcases: Antwerp | Peter Greenaway       | Regne Unit            |                       |

### Nous territoris
Les següents pel·lícules foren seleccionades per la nova secció Nous Territoris (Nuovi Territori):
| Pel·lícules - Ficció     | Pel·lícules - Ficció       | Pel·lícules - Ficció | Pel·lícules - Ficció |
| Títol                    | Director(s)                | País de producció    |                      |
| ------------------------ | -------------------------- | -------------------- | -------------------- |
| Pequeña paloma blanca    | Christian Barbe            | Xile, Regne Unit     |                      |
| Khahit errouh            | Hakim Belabbes             | Marroc, Estats Units |                      |
| Vibrator                 | Ryūichi Hiroki             | Japó                 |                      |
| L'ultimo piano           | Paolo Scarfò               | Itàlia               |                      |
| Le dernier des immobiles | Nicola Sornaga             | França               |                      |
| Fame chimica             | Antonio Bocola, Paolo Vari | Itàlia, Suïssa       |                      |

| Pel·lícules - No ficció          | Pel·lícules - No ficció                | Pel·lícules - No ficció   |
| Títol                            | Director(s)                            | País de producció         |
| -------------------------------- | -------------------------------------- | ------------------------- |
| Mattatoio                        | Akab (Gabriele Di Benedetto)           | Itàlia                    |
| L'uomo segreto                   | Nino Bizzarri                          | Itàlia                    |
| Retour à Kotelnitch              | Emmanuel Carrère                       | França                    |
| Brumas                           | Ricardo Costa                          | Portugal                  |
| A scuola                         | Leonardo Di Costanzo                   | França, Itàlia            |
| Guerra                           | Pippo Delbono                          | Itàlia, Israel, Palestina |
| Italian sud est                  | Fluid Video Crew                       | Itàlia                    |
| Materiali a confronto            | Giuseppe M. Gaudino                    | Itàlia                    |
| Un instante en la vida ajena     | Jose Luis López-Linares                | Espanya                   |
| Contr@site                       | Fausta Quattrini, Daniele Incalcaterra | Argentina, Suïssa         |
| O Prisioneiro da Grade de Ferro  | Paulo Sacramento                       | Brasil                    |
| On n'est pas des marques de vélo | Jean-Pierre Thorn                      | França                    |
| Paberahne Ta Harat               | Majid Majidi                           | Iran                      |

| Pel·lícules - Mig metratges                                 | Pel·lícules - Mig metratges | Pel·lícules - Mig metratges | Pel·lícules - Mig metratges |
| Títol                                                       | Duració                     | Director(s)                 | País de producció           |
| ----------------------------------------------------------- | --------------------------- | --------------------------- | --------------------------- |
| United We Stand                                             | 41'                         | Matteo Barzini              | Itàlia                      |
| Un fils                                                     | 58'                         | Amal Bedjaoui               | França                      |
| Sorriso amaro                                               | 56'                         | Matteo Bellizzi             | Itàlia, Finlàndia, Suïssa   |
| Segni particolari - Appunti per un film sull'Emilia Romagna | 53'                         | Giuseppe Bertolucci         | Itàlia                      |
| My Father's Garden                                          | 30'                         | Matthew Brown               | Itàlia, Sud-àfrica          |
| Il senso del mistero                                        | 30'                         | Paolo Brunatto              | Itàlia                      |
| Picciridda                                                  | 32'                         | Alberto Castiglione         | Itàlia                      |
| Stessa rabbia, stessa primavera                             | 65'                         | Stefano Incerti             | Itàlia                      |
| Maledetta mia                                               | 55'                         | Wilma Labate                | Itàlia                      |
| La Maladie de la Mort / The Malady of Death                 | 39'                         | Asa Mader                   | França, Estats Units        |
| Paesaggio a Sud                                             | 30'                         | Vincenzo Marra              | Itàlia                      |
| Margherita. Ritratto Confidenziale                          | 48'                         | Giuseppe Piccioni           | Itàlia                      |
| Senza tregua                                                | 25'                         | Marco Pozzi                 | Itàlia                      |

| Curtmetratges | Curtmetratges | Curtmetratges                        | Curtmetratges                 |
| Títol | Duració       | Director(s)                          | País de producció             |
| --- | ------------- | ------------------------------------ | ----------------------------- |
| Poem | 03'           | Carlos Armella                       | Regne Unit                    |
| Chaplin Aujourd'hui - The Kid                                                                                                   | 26'           | Alain Bergala                        | França                        |
| Japan-eno - Stornmi # 3 - Clessiquidre hz FX - China #4 FX - A...B...C...cletta - CoplanDesideri - Occhi di-visi Occhi di-versi |               | Ermanno De Biagi                     | Itàlia                        |
| The Time We Lost | 15'           | Tommaso Cammarano                    | Itàlia, Estats Units          |
| Lo stuoino di pietra | 06'           | Gina Carducci                        | Itàlia, Estats Units          |
| Pequeñas voces | 19'           | Eduardo Carrillo                     | Colòmbia, Regne Unit, Espanya |
| Ssst | 05'           | Pietro Durante, Lisa Ferlazzo Natoli | Itàlia                        |
| Structural Filmwaste. Dissolution 1                                                                                             | 04'           | Siegfried A. Fruhauf                 | Àustria                       |
| La recherche de ma mère | 04'           | Paola Gandolfi, Francesca Ravello    | Itàlia                        |
| Ne dites pas à ma mère | 27'           | Sarah Moon Howe                      | Bèlgica, França               |
| Libberato | 08'           | Davide Lombardi                      | Itàlia                        |
| La spia che era in me | 15'           | Mario Materia                        | Itàlia                        |
| Prises de vues | 11'           | Sebastian Meise                      | Àustria                       |
| Relojes de arena | 04'           | José Francisco Ortuno, Laura Alvea   | Espanya                       |
| The Affirmation of Jimmy Brown                                                                                                  | 06'           | Robert Pasternak                     | Canadà                        |
| My McQueen | 17'           | Lourdes Portillo                     | Estats Units                  |
| Racconti per l'isola | 25'           | Costanza Quatriglio                  | Itàlia                        |
| Grande anarca | 18'           | Alvise Renzini                       | Itàlia                        |
| Fantasmi di voce - Antonio Stagnoli                                                                                             | 28'           | Elisabetta Sgarbi                    | Itàlia                        |
| You Are Evil | 05'           | Louis Taylor                         | Canadà                        |
| Shen-Zi | 11'           | Nell Yen-ni Wang, Jin-yi Liu         | Taiwan                        |

| Esdeveniments especialss       | Esdeveniments especialss | Esdeveniments especialss      |
| Títol                          | Director(s)              | País de producció             |
| ------------------------------ | ------------------------ | ----------------------------- |
| The Agronomist                 | Jonathan Demme           | Estats Units                  |
| The Saddest Music in the World | Guy Maddin               | Canadà                        |
| Persona non grata              | Oliver Stone             | Estats Units, França, Espanya |

## Seccions autònomes

### Setmana de la Crítica del Festival de Cinema de Venècia
Les següents pel·lícules foren exhibides com en competició per a aquesta secció:
- Ana y los otros de Celina Murga
- Ballo a tre passi de Salvatore Mereu [20]
- Matrubhoomi de Manish Jha
- Mr. Butterfly (Nabi) de Marc Kim (Kim Hyeon-seong) [21]
- Twist de Jacob Daniel Tierney
- Variété Française de Frédéric Videau [22]
- 15 de Royston Tan

## Premis

### Secció oficial
Els premis concedits en la 60a edició foren:
- Lleó d'Or:Vozvrasxenie d'Andrei Zviàguintsev
- Lleó d'Argent al Millor Director: Takeshi Kitano per Zatōichi
- Premi Especial del Jurat: Le cerf-volant de Randa Chahal
- Copa Volpi al millor actor: Sean Penn per 21 grams
- Copa Volpi a la millor actriu: Katja Riemann per Rosenstrasse
- Premi Marcello Mastroianni (a l'actor o actriu revelació): Najat Benssallem per Raja

Premis especials
- Lleó d'Or Honorífic: Dino De Laurentiis i Omar Sharif

Curtmetratges
- Lleó d'Argent al millor curtmetratge: Neft (The Oil) de Murad Ibragimbekov
- Premi UIP al millor curtmetratge europeu: The Trumouse Show de Julio Robledo

Menció especial: Hochbetrieb d'Andreas Krein

### Altres premis col·laterals
Es van conferir els següents premis col·laterals a les pel·lícules de la selecció oficial:
- Premi FIPRESCI:
  - Venezia 60: Goodbye Dragon Inn (Bu san) de Tsai Ming-liang (Taiwan 2003)
  - Secció paral·lela: Matrubhoomi de Manish Jha (India 2003)[24]